# 't Harde
't Harde est un village situé dans la commune néerlandaise d'Elburg, dans la province de Gueldre. Le 1er janvier 2007, le village comptait 6 000 habitants.

## Militaire
Il y deux casernes sur le territoire de la commune abritant, dans les années 2000, la 11e section d'artillerie à cheval (régiment d'artillerie), la 14e division d'artillerie de campagne (régiment d'artillerie) et le 103e bataillon ISTAR (bataillon de reconnaissance et de renseignement d'origine électromagnétique).
Les deux dépôts de munitions nucléaires tactiques américaines aux Pays-Bas destiné aux forces de l'OTAN (des W31 pour les Honest John et les Nike-Hercules, des W33 puis dans les années 1980 des W79 pour les obusiers) se trouvaient à 't Harde et Havelterberg de 1961 à 1992.